# Rocco Tanica
Rocco Tanica, pseudonimo di Sergio Conforti (Milano, 13 febbraio 1964), è un tastierista, compositore e comico italiano, co-fondatore del gruppo Elio e Le Storie Tese..

## Musica

### Negli Elio e le Storie Tese
Rocco Tanica si unisce ufficialmente al gruppo di Elio nel 1982, rimanendo ufficialmente parte della formazione fino allo scioglimento del 2018. Come tutti gli altri componenti del gruppo, anche lui riceve un proprio soprannome: il primo è Confo Tanica – in cui Tanica gli venne attribuito da Elio per la sua propensione al consumo di alcol – , che successivamente verrà mutato in Rocco Tanica per giustificare, durante le esibizioni dal vivo, il nome del protagonista della canzone Vivi Rocco (parodia di We Will Rock You dei Queen). L'assonanza con Rocco Tano, nome originale del pornoattore Rocco Siffredi, è quindi da giudicare come una coincidenza. Nel corso della carriera con gli Elio e le Storie Tese, Rocco Tanica ha adottato ulteriori soprannomi estemporanei, quali Renato Tinca, René, Carambola, Nuovo Boosta, Luigi Calimero, Antonelliano, Aleppe, Tony Concilianti, Carlo Ponte, e molti altri.
Nel corso dei concerti degli anni ottanta (il periodo della gavetta del gruppo), mancando nel gruppo un batterista dopo l'avvicendamento di Pierluigi Zuffellato e Roberto Sgorbati (Cosma, soprannome non legato a Vittorio Cosma), Tanica cura anche la ritmica programmando le batterie elettroniche Drumulator SP12 e Alesis. Tale espediente è stato utilizzato anche per le primissime registrazioni degli Elio e le Storie Tese, come la versione di John Holmes contenuta nel disco della trasmissione Lupo solitario (1988). Assieme ad Elio, è coautore di gran parte delle canzoni del gruppo presenti nei dischi Elio Samaga Hukapan Kariyana Turu (1989), Italyan, Rum Casusu Çikti (1992) ed Esco dal mio corpo e ho molta paura (1993), nonché dei numerosi brani presentati nei primi concerti degli anni Ottanta e rimasti inediti. È inoltre unico autore dei brani Amore amorissimo (2013) e Il circo discutibile (2018), nonché della musica di I delfini nuotano (2016).
Canta inoltre nelle canzoni Cara ti amo (1989), Alfieri (1997), Shpalman® (2003; versione singolo), She Wants (2016) e I delfini nuotano (2016). Negli spettacoli live si è trovato spesso a interpretare la parte di Enrico Ruggeri nel Vitello dei piedi di balsa, di Sir Oliver Skardy in Uomini col borsello e di Lucio Dalla in Psichedelia. Assieme a Elio, Faso, Cesareo, Linus e Mangoni è stato co-conduttore di Cordialmente dal 1993 al 2018, scrivendo per la trasmissione numerose rubriche umoristiche. A partire dal tour del 2013, pur rimanendo a tutti gli effetti membro degli Elio e le Storie Tese come autore e musicista in studio, ha ridotto le apparizioni dal vivo con il gruppo, venendo sostituito nei live dal pianista e produttore Vittorio Cosma.
Il 24 aprile 2016, durante un'intervista realizzata dal programma Storie dell'emittente svizzera RSI, il tastierista ha rivelato che quella decisione fu presa in seguito ad un periodo di profonda depressione, causato proprio dai ritmi stressanti e usuranti del dover suonare dal vivo. Questo distacco dall'attività live gli ha permesso di recuperare salute e serenità. Il 29 aprile 2016, durante il primo concerto del "Piccoli Energumeni Tour" a Milano, Rocco Tanica annuncia ufficialmente che al termine di quel tour smetterà di suonare dal vivo con la band, pur continuando a rimanerne un membro. Il 21 maggio 2016 suona per l'ultima volta con gli Elio e le Storie Tese, in occasione dell'ultima tappa del "Piccoli Energumeni Tour", a Padova. Negli anni successivi Rocco si è riunito con la sua band solo per alcune esibizioni televisive e per un'ultima volta sul palco durante l'ultimo concerto a Barolo il 29 giugno 2018.
Seppur il nucleo compositivo del gruppo sia spesso stato tutto il quartetto Tanica-Elio-Cesareo-Faso (fatta eccezione per il primo album, dove i brani erano composti quasi tutti dai soli Tanica ed Elio), Conforti è sempre stato in un certo senso il cuore musicale del gruppo, avendo sempre composto una quantità maggiore di pezzi rispetto agli altri, o avendo comunque portato in studio una maggiore quantità di idee musicali che sarebbero state le basi di diverse canzoni, anche se poi venivano completate con gli altri membri del gruppo. Tantissimi sono gli esempi di brani composti interamente o in gran parte da lui, tra i tanti possiamo citare: Supergiovane (con Elio), Il vitello dai piedi di balsa (con Elio), Mio cuggino (con Faso ed Elio), Servi della gleba, La terra dei cachi, T.V.U.M.D.B., Shpalman, La Canzone mononota, Complesso del Primo Maggio, Plafone, Uomini col borsello (con Cesareo), Tapparella (con Cesareo), Cara ti amo, El Pube (con Faso ed Elio) e tante altre.
Conforti è inoltre il principale arrangiatore dei pezzi del gruppo, oltre ad aver arrangiato brani già esistenti apposta per loro, vedi Che felicità di Giorgio Bracardi, da lui arrangiata con Feiez (Paolo Panigada) in questa versione orchestrale e ritmata. Appare dal vivo con la band durante i bis del "Concertozzo (concerto di fine sfiga)" all'Arena Fiere di Bergamo, il 16 luglio 2022. Appare nuovamente con la band durante il secondo "Concertozzo" a Carpi il 2 luglio 2023.

### Altre collaborazioni
Tra il 1983 e il 1984 ha militato nel gruppo Claxon, col quale ha inciso il 45 giri Stelle stelle/Spanish killer e l'EP Surplace. Oltre all'attività principale di tastierista con Elio e le Storie Tese, Tanica ha collaborato anche con diversi altri musicisti come: i Righeira, nelle hit L'estate sta finendo e Innamoratissimo (del quale è autore della musica con i Fratelli La Bionda); Massimo Ranieri, per cui ha suonato pianoforte e tastiere nell'album Perdere l'amore; ma anche Roberto Vecchioni, Claudio Baglioni, Ricchi e Poveri, Sergio Caputo, Stefano Nosei, Max Pezzali, The Kolors, Claudio Bisio e Paola Cortellesi. Nel 2005 partecipa all'album di Max Pezzali, intitolato Il mondo insieme a te, in cui suona il pianoforte nel brano Essenziale.
Nel 1990 collabora con Fabrizio De André come musicista (suonando le tastiere, il pianoforte e l'armonium) e co-arrangiatore nel disco Le nuvole e componendo lo strumentale "bandistico" di Don Raffaè (che tuttavia non lo vede accreditato fra gli autori). Nel 1990 è tra gli autori dello spettacolo Aspettando Godo di Claudio Bisio, in cui è presente la canzone Quella vacca di nonna papera, scritta da lui e dallo stesso Bisio. Nel 1991 è coautore assieme a Claudio Bisio del singolo Rapput e di tutti i brani del successivo album Paté d'animo (dove duetta assieme a Bisio in Le donne di Tunisi, parodia di Le donne di Modena di Baccini). La collaborazione con Bisio prosegue anche negli anni seguenti (sua è Mai Uei, parodia di My Way scritta per lo spettacolo Tersa Repubblica del 1995) e continua con la trasmissione Zelig.
Tanica scrive molte canzoni per la trasmissione di cabaret, tra cui Dannato umorismo, cantata prima nello Zelig in Tour del 2003 e poi durante lo spettacolo Coèsi se vi pare del 2006. Tra le altre canzoni scritte per Zelig si possono ricordare Sotto la quarta non può essere vero amore, Basta coi luoghi comuni sulle zone erogene e, più tardi, Cuneo, parodia di Empire State of Mind. Nel 1996, per Claudio Baglioni, ha arrangiato gli archi nel brano Male di me, contenuto nell'album Io sono qui. Nel 2003 partecipa come ospite del Cd degli Ossi Duri X Ten year after, Uncle Frank never left, omaggio a Frank Zappa, per il decennale della sua morte, dove inframmezza i brani con "sproloqui" insieme a Claudio Bisio. Nello stesso anno collabora con Enzo Jannacci nell’album L'uomo a metà.
Nel 2004 firma con Paola Cortellesi la canzone No perditempo, presentato al Festival di Sanremo (in cui la comica è co-conduttrice assieme a Simona Ventura). Nel 2005 partecipa all'album L'ultimo dei miei cani degli Ossi Duri, dove suona nei brani La fonte dell'odore e Siga fecca. Nel 2020 cura collabora al singolo di Mao Scusa caro vicino. Nel 2020 collabora con Elio Enrico Melozzi alla ricostruzione del quintetto perduto de Le nozze in villa di Gaetano Donizetti, andate in scena al Teatro Gaetano Donizetti di Bergamo nell'ambito del Donizetti Opera Festival.

## Televisione e cinema
Autore televisivo, nel biennio 2007-2008, Tanica ha collaborato alla trasmissione domenicale di Rai 2 Quelli che... il calcio. Diverse le sue apparizioni nella trasmissione televisiva Zelig Circus, dove ha impersonato "Vano Fossati", ironica ed originale parodia del cantautore Ivano Fossati. Nelle prime due edizioni del programma di Rai 2 Scorie ha interpretato il ruolo di "Sergione" (accompagnato da partner femminili quali la ragazza immagine "Lookrezia" e la contorsionista "Lili"), proponendo instant songs e stacchetti utilizzando tastiera e vocoder. Nelle edizioni seguenti, da solo, ha curato una "curiosa" rassegna stampa.
Conduce il format Quasi TG, surreale notiziario prodotto da Endemol e Vodafone Italia, distribuito come servizio VAS e anche in onda sul canale satellitare Comedy Central. Dal 2009 partecipa alla serie comica I soliti idioti, in onda su MTV, interpretando il ruolo del tassista negli sketch "Quindi Quindi". Nel 2010 è stato autore e conduttore del TG Tanica, rubrica della trasmissione di LA7 Crozza Italia poi riproposta nel 2011 all'interno di TV Talk su Rai 3. In qualità di attore cinematografico ha recitato in due film di Antonello Grimaldi: nel 1999 in Asini, di cui ha firmato anche la colonna sonora, e nel 1996 in Il cielo è sempre più blu.
Inoltre è celebre la sua partecipazione al film pornografico Rocco e le Storie Tese (1997) con Rocco Siffredi, di cui è stato uno degli ideatori principali. Nel 2004 ha prestato la sua voce per interpretare il personaggio di Sten nel film d'animazione danese Terkel in Trouble. Sempre nello stesso anno, assieme agli altri Elii, compare nel cast di Natale a casa Deejay, film diretto da Lorenzo Bassano e che si chiude sulle note della canzone Natale allo Zenzero degli stessi Elio e le Storie Tese. È copresentatore di Xtra Factor, doposhow del talent X Factor di cui Elio è giudice. Dal 2011 è ospite fisso della trasmissione Xtra Factor per commentare comicamente la diretta di X Factor appena terminata.
Nel 2014 partecipa al programma Il Musichione, a cura del suo gruppo, gli Elio e le Storie Tese. Il contributo al programma consta soprattutto in alcune strampalate interviste (parodie di quelle dei rotocalchi televisivi) a personaggi dello spettacolo come Laura Pausini; saltuariamente prende parte alle esecuzioni live del gruppo, con lo pseudonimo di "Sergio Antibiotice". Adotterà questo pseudonimo anche in seguito, per il Festival di Sanremo 2016 (quando, nella serata delle cover, suonerà col gruppo Il Quinto Ripensamento, rifacimento di A Fifth of Beethoven di Walter Murphy). Dal 10 al 14 febbraio 2015 è nel cast del Festival di Sanremo 2015 nel ruolo di inviato speciale dalla sala stampa, dalla quale propone la sua surreale rassegna di giornali e riviste.
È poi confermato nel cast della manifestazione per le successive edizioni, andate in onda rispettivamente dal 9 al 13 febbraio 2016 e dal 7 all'11 febbraio 2017. Nella primavera 2015 è co-presentatore, insieme a Lucilla Agosti, del programma Italia's Got Veramente Talent?, talk show comico che funge da dopo serata per Italia's Got Talent. Dall'8 giugno conduce Razzolaser su Rai 2, insieme ad Angela Rafanelli. Nel 2019 partecipa come attore alla terza stagione de La dottoressa Giò nel ruolo di Fabio Bracco e nella serie La Compagnia del Cigno nel ruolo del Professor Guido Sestrieri. Nel 2022 è tra i tutor del talent show The band e partecipa alla prima stagione del podcast Dungeons & Deejay con Victoria Cabello, Brenda Lodigiani, Matteo Curti e Francesco Lancia. Ritorna anche nella seconda e nella terza stagione del podcast, dove conferisce un’ispirazione bardica a Francesca Michielin.

## Vita privata
Rocco Tanica è fratello minore di Marco Conforti, già manager del gruppo Elio e le Storie Tese (e compagno di classe di Stefano Belisari/Elio e di Luca Mangoni). Benché della sua vita privata non si conosca molto, è noto che in passato ha avuto una relazione con l'attrice romana Paola Cortellesi all'inizio degli anni Duemila (periodo in cui entrambi collaboravano a Mai Dire Gol). Attualmente ha una relazione da alcuni anni con l’autrice Marzia Maggi.
Nell'aprile del 2005 conduce uno sciopero della fame assieme a Paolo Macchi, presidente del comitato Giardino in Gioia, per impedire l'abbattimento del Bosco di Gioia, senza successo. La vicenda viene ricordata nel 2008 dal brano degli Elio e le Storie Tese Parco Sempione (versi sedicimila firme/niente cibo per Rocco Tanica/ma poi il bosco l'hanno rasato/mentre la gente era via per il ponte).

## ICorti
Sergio Conforti detiene la paternità dell'idea dei "Corti", brevi pezzi audio ricavati, con un certosino lavoro di copia-incolla, da successi di musica leggera italiana (e in parte internazionale), presentati nel corso della trasmissione radiofonica Cordialmente. Il risultato è un esilarante effetto, sempre diverso, di stravolgimento della musica e/o del testo di partenza: in particolare quest'ultimo, rimaneggiato a dovere, o cambia di significato rispetto all'originale, o si trasforma in una serie di vocaboli ed espressioni completamente prive di senso. L'ispirazione della tecnica con la quale sono stati creati i Corti è venuta dall'ascolto di una versione concentrata e appunto "mutilata" di Birdland degli Weather Report, che negli anni ottanta faceva da sottofondo ad uno spot televisivo dell'Amaro Ramazzotti.
Dopo i primi esperimenti su popolari canzoni, la tecnica dei Corti è stata estesa, con il medesimo effetto surreale, ad ulteriori file audio (fiabe, documentari, sommari di TG, ecc.). A partire dal 28 gennaio 2008, i "Corti" annoverano un'ulteriore tecnica: ricondurre un'intera canzone alla nota più significativa, che viene presa come punto di riferimento cui ritrasporre (con opportuno software di elaborazione delle frequenze) ogni altra nota sull'intera canzone o su parte di essa. Un esempio di questa tecnica è Satisfaction dei Rolling Stones, imperniata sul si e sul mi. Rocco Tanica è noto anche per il particolare uso dell'harmonizer, modulatore vocale attraverso il quale il tastierista dà voce ai suoi alter ego durante i concerti (utilizzato, ad esempio, nei brani Shpalman® e She Wants, in cui Tanica è voce solista).

## Strumentazione
- Live 2016:
  - Korg Kronos 2 61
  - Nord Stage 2 EX
  - TC Helicon Voiceworks – Harmonizer + MIDI keyb.
- Live 2012:
  - Korg TRITON Extreme 61
  - Yamaha S90 XS o Yamaha CP5 Digital Piano
  - TC Helicon Voiceworks – Harmonizer + MIDI keyb.
- Live 2005-2011
  - Korg TRITON Extreme – Principalmente per organi e synth
  - Yamaha S90 ES – Principalmente per il pianoforte
  - TC Voice Live – Harmonizer + MIDI keyb.
- Live 1999-2005:
  - Yamaha P100
  - Korg N5
  - Yamaha SY99
- Live 1994-1998:
  - Yamaha P100
  - Yamaha SY99
  - Yamaha SY85
- Live 1992-1993:
  - Yamaha SY99
  - Yamaha DX7-II
  - Roland D-50
- Live 1989-1990
  - Piano Kawai
  - Roland D-50
  - Akai S1100
- Computer Apple Macintosh

## Filmografia

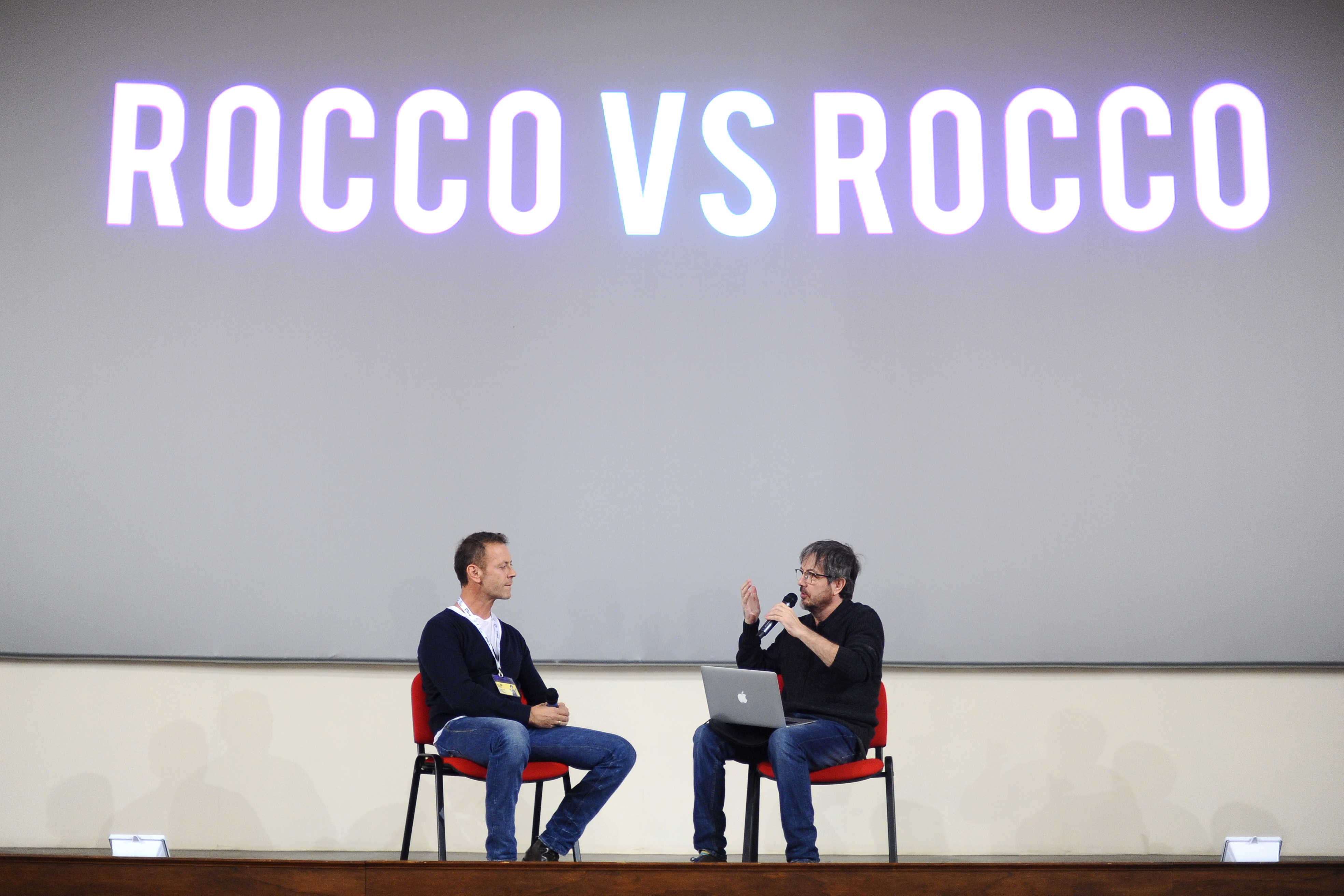
Rocco Siffredi e Rocco Tanica a Lucca Comics & Games 2016

### Cinema
- Il cielo è sempre più blu, regia di Antonello Grimaldi (1996)
- Rocco e le storie tese, regia di Rocco Siffredi (1997)
- Asini, regia di Antonello Grimaldi (1999)
- I soliti idioti - Il film, regia di Enrico Lando (2011)
- Ritmo sbilenco - un filmino su Elio e Le Storie Tese, documentario, regia di Mattia Colombo (2016)

### Televisione
- Vite bruciacchiate - serie TV (2000)
- La Compagnia del Cigno – serie TV (2019-2021)
- La dottoressa Giò – serie TV (2019)

## Programmi TV
- LOL - Chi ride è fuori (Prime Video, 2024)

### Doppiaggio
- Sten in Terkel in Trouble (2003)

## Opere
- Scritti scelti male, Rocco Tanica, Bompiani, 2008. ISBN 88-452-6089-5
- Lo sbiancamento dell'anima, Rocco Tanica, Mondadori, 2019. ISBN 88-520-9908-5
- Non siamo mai stati sulla Terra, Rocco Tanica con OutOmat-B13, ilSaggiatore, 2022. ISBN 88-428-3202-2